# Wappen der Stadt Ronneburg
Das Wappen der Stadt Ronneburg ist ein Hoheitszeichen der Stadt Ronneburg im Landkreis Greiz und damit dem thüringischen Vogtland.

## Blasonierung
Die Blasonierung ist in §2 Abs. 1 der Hauptsatzung der Stadt festgelegt und lautet wie folgt:

„Das Wappen der Stadt ist gespalten von Schwarz über Silber und zeigt oben einen wachsenden goldenen, rot bewehrten Löwen, unten ein Gezähe überhöht von einem schwarzen Weberschiffchen.“

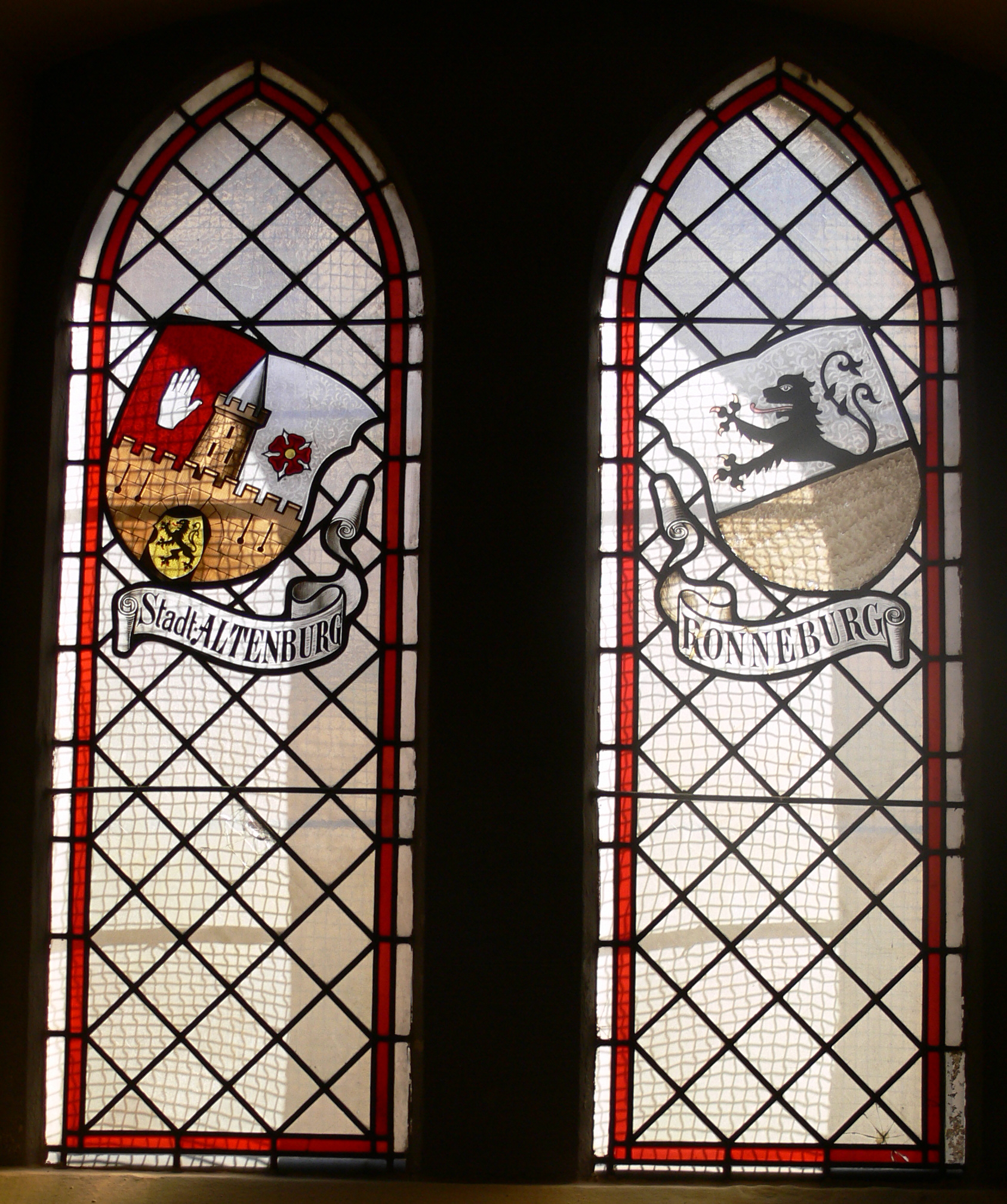
Ronneburger Wappen in der Stadtkirche St. Peter in Eisenberg (Thüringen)

## Geschichte und Begründung
Der Löwe im oberen Teil ist aus dem Wappen der Vögte von Weida, Gera und Plauen entnommen, die große Besitze über viele Jahrhunderte in der Gegend hatten. 
Die untere Hälfte zeigt eine Spindel, die den Schnallensturm und die Textilindustrie allgemein symbolisiert. Das Bergmannswerkzeug („Gezähe“) symbolisiert die besondere Bedeutung des Bergbaus in der Region. Das Stadtwappen wurde durch einen Ratsbeschluss vom 5. November 1981 eingeführt. Ältere Versionen befinden sich an der Süd- und Ostseite der Rathausfassade. Frühere Wappen waren unten Schwarz-Rot geschacht, um Mauerfugen anzudeuten.

## Flagge und Dienstsiegel
Die Flagge ist längsgestreift und in den Stadtfarben Gold-Schwarz gehalten mit aufgelegtem Stadtwappen.
Das Dienstsiegel ist ein Kreis von 3 cm Durchmesser mit dem Wappen der Stadt mit der Umschrift „Thüringen“ (oben) und „Stadt Ronneburg“ (unten). Das Innere des Siegels wird von der Umschrift durch eine Kreislinie abgegrenzt.

## Belege
1. ↑  Stadt Ronneburg: Hauptsatzung der Stadt Ronneburg. 19. September 2019, abgerufen am 29. September 2023.
2. ↑  Manfred Bensing, Karlheinz Blaschke, Karl Czok, Gerhard Kehrer, Heinz Machatscheck: . Hrsg.: Heinz Göschel. 2. neubearb. und erw. Auflage. Bibliographisches Institut, Leipzig Juli 1984, S. 382.
3. ↑  Thüringer Naturbrief - Wappen der Thüringer Landkreise, Städte und Gemeinden. Abgerufen am 1. Oktober 2023.
4. ↑  §2 (2) Hauptsatzung
5. ↑  §2 (3) Hauptsatzung